# زنگ بیداری
زنگ بیداری مجموعه تلویزیونی محصول سال ۱۳۶۷–۱۳۶۶ به کارگردانی هرمز هدایت، علیرضا خمسه، سیما ایلخان، نویسندگی هرمز هدایت، جمشید سپاهی، علیرضا خمسه و تهیه‌کنندگی سعید نیک‌پور است که از برنامه کودک و نوجوان شبکه یک پخش شد.

## تولید و نمایش
«زنگ بیداری» نام یک مجموعهٔ تلویزیونی بود که به‌گونهٔ چند بخشی (جُنگ) برای گروه کودک و نوجوانِ شبکه یک، نوشته و کار شد. دوست و همکلاسی دبیرستانی «سعیدنیکپور» تهیه کنندهٔ آن بود و از من خواست که در نوشتن و کارگردانی و بازی در این برنامه، او را همراهی کنم. در دو بخش از این کار همکاری بیشتری داشنم. یکی داستان گذشتهٔ نوجوانی بود که خود، دیرتر و در جوانی آنرا بازگو می‌کند و «جمشید سپاهی» آنرا نوشته بود. نگارنده (هرمز هدایت) با یاری «سیما ایلخان» آنرا کارگردانی کرد. هرمز هدایت، آزاده پورمختار، مهین شهابی، هوشنگ بهشتی، حمید مهرآرا، فخرالدین صدیق‌شریف، کاوه هدایت و گروهی دیگر در آن بازی می‌کردند. این مجموعه در پاییز ۱۳۶۷ از شبکهٔ یک تلویزیون پخش شد.
دومی، کاری آموزشی و سرگرم‌کننده درگونه‌ای شاد و سرشار از رَنگ و «فُرم» بود که بیشتر برای بینندهٔ خردسال آماده شده بود، این بخش را نگارنده (هرمز هدایت) کار کرده بود، و با بازی سوسن مقصودلو، حسن دادشکر، غلامحسین بهرامی، اصغر فریدی ماسوله و …، نمایشی «خوش رنگ و آب و شاد» از کار درآمد و انگار همین ویژگی‌ها، بانی هرگز پخش نشدن این بخش از برنامه شد.

## بازیگران
- هرمز هدایت
- آزاده پورمختار
- مهین شهابی
- هوشنگ بهشتی
- حسن دادشکر
- سوسن مقصودلو
- غلامحسین بهرامی
- فخرالدین صدیق‌شریف
- حمید مهرآرا
- اصغر فریدی ماسوله
- کاوه هدایت
- حمید عبدالملکی
- محمد مسلمی
- علی فروتن
- حمید گلی